# Jacob Bigeleisen
Jacob Bigeleisen (* 2. Mai 1919 in Paterson (New Jersey); † 7. August 2010 in Arlington (Virginia)) war ein US-amerikanischer Chemiker (Kernchemie, Physikalische Chemie).
Bigeleisen studierte an der New York University in der Bronx mit dem Bachelor-Abschluss 1939 und an der Washington State University Chemie mit dem Master-Abschluss 1941 (bei Otto Redlich) und wurde 1942 an der University of California, Berkeley promoviert. In Berkeley war er einer der letzten Studenten von Gilbert Newton Lewis. Im Zweiten Weltkrieg arbeitete er an Isotopenanreicherung im Manhattan Project (im SAM Lab der Columbia University von 1943 bis 1945).  Nach dem Krieg forschte er an der Ohio State University und ab 1946 an der University of Chicago (bei Harold C. Urey), war ab 1948 am Brookhaven National Laboratory, wo er Senior Chemist wurde; und ab 1968 Professor an der University of Rochester (1970 bis 1975 war er dort Vorsitzender der Fakultät) und ab 1978 an der State University of New York at Stony Brook. 1989 wurde er Distinguished Professor Emeritus.
Im Manhattan Project entwickelte er eine Methode der Isotopenanreicherung von Uran-235 durch Photochemie, die aber nicht praktikabel war. Sie machte ihn aber zu einem Begründer der Isotopenchemie, speziell des Einflusses von Isotopen auf die Kinetik chemischer Reaktionen (was auch von Maria Goeppert-Mayer ausgebaut wurde). Das war auch Thema seiner weiteren Forschungskarriere (Einfluss Isotope auf Reaktionsmechanismen, molekulare Eigenschaften und des Verhaltens in der kondensierten Phase, Geochemie). Mit Urey befasste er sich mit Rückschlüssen auf prähistorische  Meerwassertemperatur aus Sauerstoffisotopen in Fossilien.
Er erhielt 1964 den Ernest-Orlando-Lawrence-Preis und 1958 den Glenn T. Seaborg Award for Nuclear Chemistry. 1974 war er Guggenheim Fellow. Er war Fellow der National Academy of Sciences (1966), der American Association for the Advancement of Science und der American Academy of Arts and Sciences (1968).